# Los Cisnes
Los Cisnes é um município da província de Córdova, na Argentina.